# Dominic Calvert-Lewin
Dominic Calvert-Lewin (Sheffield, 16 maart 1997) is een Engels voetballer die doorgaans als aanvaller speelt. Hij tekende in 2016 bij Everton, dat hem overnam van Sheffield United . Hij maakte in 2020 zijn debuut in het Engelse voetbalelftal.

## Clubcarrière

### Sheffield United
Calvert-Lewin speelde in de jeugd voor Sheffield United. Die club verhuurde hem om speelminuten op te doen aan Stalybridge en Northampton Town. Bij die laatste maakte de aanvaller vijf doelpunten in twintig competitieduels. Bij Sheffield kwam hij tot twaalf wedstrijden in het eerste, waarna hij vertrok.

### Everton
Sheffield United verkocht Calvert-Lewin in augustus 2016 voor circa 1,8 miljoen euro aan Everton. Hiervoor debuteerde hij op 13 december 2016 onder coach Ronald Koeman in de Premier League, in een met 2–1 gewonnen wedstrijd tegen Arsenal. De week erop mocht Calvert-Lewin ook invallen tegen Liverpool. Op 18 maart 2017 scoorde hij tegen Hull City in een 4-0 overwinning zijn eerste goal voor Everton en zijn enige van dat seizoen.
In het seizoen 2017/18 werd hij de eerste spits van Everton. Dat betaalde hij terug met acht goals en vijf assists in 44 wedstrijden. Ook maakte hij zijn Europese debuut: Op 14 september 2017 debuteerde hij in het hoofdtoernooi van de UEFA Europa League tegen Atalanta Bergamo. Na nog een seizoen met acht goals, was hij in het seizoen 2019/20 behoorlijk op schot. Hij scoorde vijftien doelpunten in alle competities met onder meer twee goals tegen Sheffield Wednesday (voor de EFL Cup), Chelsea en Newcastle United. 
Hij overtrof zichzelf het jaar erop met 21 doelpunten in alle competities. Dat seizoen scoorde hij tegen West Bromwich Albion (5-2 op 19 september 2020) zijn eerste hattrick uit zijn carrière. Dit kunstje herhaalde hij elf dagen later in de EFL Cup tegen West Ham United. Mede door zijn drie goals won Everton met 4-1. Op 17 oktober scoorde hij tegen aartsrivaal Liverpool, waardoor de wedstrijd in 2-2 eindigde en Everton de eerste plaats in de competitie behield door een goede seizoensstart met dertien punten na vijf wedstrijden. Op 22 november scoorde Calvert-Lewin tweemaal tegen Fulham, dat daardoor met 2-3 verloor.
De twee seizoenen daarop werd Calvert-Lewin geteisterd door blessureleed. Hij kwam tweemaal tot slechts achttien wedstrijden in alle competities, waarin hij respectievelijk tot vijf en twee goals kwam. Op 24 april 2024 scoorde hij zijn zevende goal van het seizoen in de derby tegen Liverpool, dat met 2-0 verslagen werd en daardoor de kans op het kampioenschap een stuk kleiner zag worden.

## Clubstatistieken
| Seizoen | Club                 | Competitie     | Competitie | Competitie | Beker | Beker | Internationaal | Internationaal | Totaal | Totaal |
| Seizoen | Club                 | Competitie     | Wed.       | Dlp.       | Wed.  | Dlp.  | Wed.           | Dlp.           | Wed.   | Dlp.   |
| ------- | -------------------- | -------------- | ---------- | ---------- | ----- | ----- | -------------- | -------------- | ------ | ------ |
| 2014/15 | Sheffield United     | League One     | 2          | 0          | 0     | 0     | —              | —              | 2      | 0      |
| 2014/15 | → Stalybridge Celtic | National       | 5          | 6          | 0     | 0     | —              | —              | 5      | 6      |
| 2015/16 | → Northampton Town   | League Two     | 20         | 5          | 4     | 2     | —              | —              | 24     | 7      |
| 2015/16 | Sheffield United     | League One     | 9          | 0          | 0     | 0     | —              | —              | 9      | 0      |
| 2016/17 | Sheffield United     | League One     | 0          | 0          | 1     | 0     | —              | —              | 1      | 0      |
| 2016/17 | Everton              | Premier League | 11         | 1          | 0     | 0     | —              | —              | 11     | 1      |
| 2017/18 | Everton              | Premier League | 32         | 4          | 3     | 3     | 9              | 1              | 44     | 8      |
| 2018/19 | Everton              | Premier League | 35         | 6          | 3     | 2     | —              | —              | 38     | 8      |
| 2019/20 | Everton              | Premier League | 36         | 13         | 5     | 2     | —              | —              | 41     | 15     |
| 2020/21 | Everton              | Premier League | 33         | 16         | 6     | 5     | —              | —              | 39     | 21     |
| 2021/22 | Everton              | Premier League | 17         | 5          | 1     | 0     | —              | —              | 18     | 5      |
| 2022/23 | Everton              | Premier League | 17         | 2          | 1     | 0     | —              | —              | 18     | 2      |
| 2023/24 | Everton              | Premier League | 29         | 6          | 6     | 1     | —              | —              | 35     | 7      |
| Totaal  | Totaal               | Totaal         | 246        | 64         | 30    | 15    | 9              | 1              | 285    | 80     |

Bijgewerkt t/m 1 mei 2024.

## Interlandcarrière
Calvert-Lewin maakte deel uit van Engeland –20 en Engeland –21. Hij won met Engeland –20 het WK –20 van 2017. Hij speelde in alle wedstrijden en maakte in de finale de winnende 0–1. Eerder scoorde hij ook in de groepsfase tegen Argentinië –20. Calvert-Lewin nam twee jaar later met Engeland –21 deel aan het EK –21 van 2019.
Calvert-Lewin debuteerde op 8 oktober 2020 in het Engels voetbalelftal, in een vriendschappelijke wedstrijd tegen Wales (3–0 winst). Hij scoorde in deze wedstrijd ook zijn eerste doelpunt voor de nationale ploeg. Op 25 maart 2021 scoorde hij twee goals tegen San Marino. Hij maakte deel uit van de Engelse ploeg die de finale haalde van het Europees kampioenschap voetbal 2020. Hij viel tijdens twee wedstrijden in gedurende dat toernooi en zat de hele wedstrijd op de bank tijdens de verloren finale tegen Italië.

## Erelijst
| Wereldkampioen –20 | 1x | 2017 |